# Филотарсиды
Филотарсиды (лат. Philotarsidae) — семейство сеноедов из подотряда Psocomorpha.

## Морфология имаго
Усики 13-сегментные, нижнечелюстный щупик двухсегментный. Крылья нормально развиты у обоих полов, или самки бескрылые. pt дистально расширена, с округлым задним углом, свободная, RS и M переднего и заднего крыла срастаются на некотором протяжении, ячейка ap свободная. Жилки, кроме неопушенных CuA2 и CuP, жилки заднего крыла опушены в дистальной части крыла, край заднего крыла опушен от вершины R1. Формула лапок имаго 3-3-3; коготки с зубцом, щетинковидной или головчатой пульвиллой и базальной щетинкой. Гипандрий самца простой или на вершине двух- или трёхдольный; рамка пениса симметричная, наружные парамеры свободные, внутри — сросшиеся. Эдеагус вооружён хетоидами или склеритами. Генитальная пластинка самки сзади с медиальной лопастью. Яйцеклад образован тремя парами створок, дорсальные створки широкие, с преапикальным выступом или выростом, наружные створки более или менее сильно поперечные.

## Морфология личинок
Личинки с жёлтыми волосками.

## Развитие
Самки откладывают яйца одиночно или небольшими кучками, покрывают ректальными выделениями.

## Экология
Взрослые насекомые обитают на коре стволов и ветвей деревьев и кустарников, среди опавшей листвы, или же некоторые плетут паутинные гнёзда.